# Unelanuhi Dorsa
Gli Unelanuhi Dorsa sono una struttura geologica della superficie di Venere.